# Grujugan (Cermee)
Grujugan is een bestuurslaag in het regentschap Bondowoso van de provincie Oost-Java, Indonesië. Grujugan telt 1897 inwoners (volkstelling 2010).